# Mannschaften

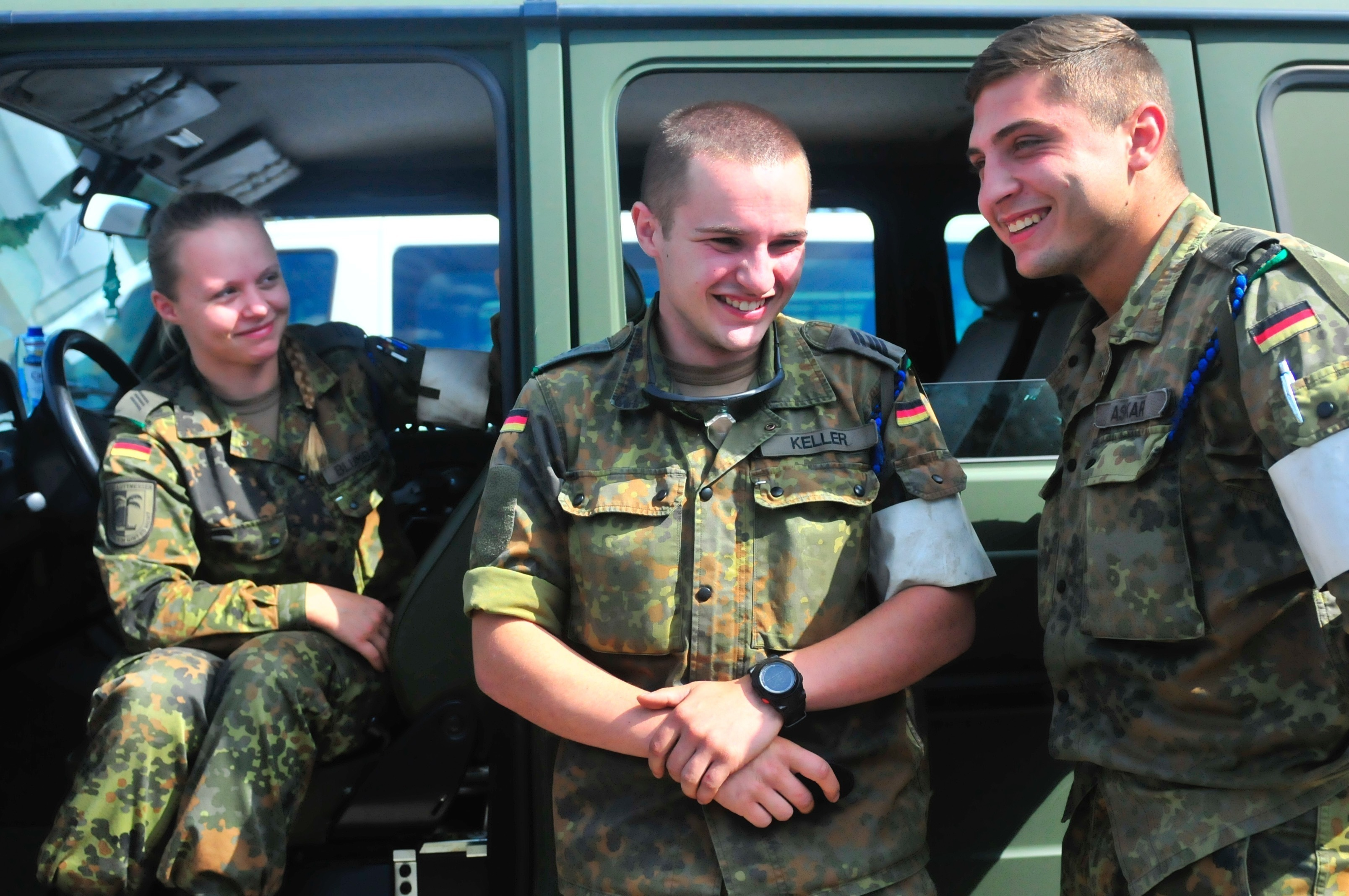
Mannschaften 2016

Die Mannschaften sind eine der Dienstgradgruppen der Bundeswehr und früherer deutscher Streitkräfte. Die Dienstgradgruppe umfasst alle Dienstgrade der Mannschaften. Die Dienstgrade der Gruppe der Mannschaften stehen in der Rangordnung der Bundeswehr auf der niedrigsten Hierarchieebene.

## Bundeswehr

### Dienstgrade
Die Dienstgrade der Bundeswehr werden durch den Bundespräsidenten mit der Anordnung des Bundespräsidenten über die Dienstgradbezeichnungen und die Uniform der Soldatinnen und Soldaten auf Grundlage des Soldatengesetzes festgesetzt. Die Dienstgradgruppe der Mannschaften umfasst gemäß der Zentralen Dienstvorschrift (ZDv) A-1420/24 „Dienstgrade und Dienstgradgruppen“ alle Mannschaftsdienstgrade.
Folgende Tabelle fasst alle zur Dienstgradgruppe der Mannschaften zählenden Dienstgrade zusammen. Dienstgrade für Heeres-, Luftwaffen- und Marineuniformträger gleichen sich für alle Dienstgrade ab Gefreiter und werden daher in einer Tabelle vorgestellt. Angegeben sind in der Tabelle jeweils auch der entsprechende NATO-Rangcode, die nach ZDv 64/10 – Abkürzungen in der Bundeswehr definierten allgemeinen Abkürzungen sowie die Abkürzungen in Listen und die Besoldungsgruppe für Berufssoldaten und Soldaten auf Zeiten nach Bundesbesoldungsordnung.
| Dienstgradgruppe | Mannschaften | Mannschaften | Mannschaften | Mannschaften | Mannschaften | Mannschaften | Mannschaften | Mannschaften                                                                                             | Mannschaften | Mannschaften | Mannschaften | Mannschaften | Mannschaften |
| --- | --- | --- | --- | --- | --- | --- | --- | --- | ------------ | ------------ | ------------ | ------------ | ------------ |
| Schulterklappe Jacke Dienstanzug für Heeres- oder Luftwaffenuniformträger | Dienstgradabzeichen eines Stabskorporals der Sanitätstruppe auf Schulterklappe der Jacke des Dienstanzuges für Heeresuniformträger | Dienstgradabzeichen eines Korporals der Pioniertruppe auf Schulterklappe der Jacke des Dienstanzuges für Luftwaffenuniformträger | Dienstgradabzeichen eines Oberstabsgefreiten der Fernmeldetruppe auf Schulterklappe der Jacke des Dienstanzuges für Heeresuniformträger | Dienstgradabzeichen eines Stabsgefreiten der Heeresflugabwehrtruppe auf Schulterklappe der Jacke des Dienstanzuges für Heeresuniformträger       | Dienstgradabzeichen eines Hauptgefreiten der Artillerietruppe auf Schulterklappe der Jacke des Dienstanzuges für Heeresuniformträger | Dienstgradabzeichen eines Obergefreiten auf Schulterklappe der Jacke des Dienstanzuges für Luftwaffenuniformträger                | Dienstgradabzeichen eines Gefreiten der Jägertruppe auf Schulterklappe der Jacke des Dienstanzuges für Heeresuniformträger | Schulterklappe der Jacke des Dienstanzuges für Heeresuniformträger eines Panzerschützen der Panzertruppe |              |              |              |              |              |
| Ärmelabzeichen für Marineuniformträger | Dienstgradabzeichen eines Stabskorporals (30er Verwendungsreihe) auf dem Oberärmel des weißen Hemdes für Marineuniformträger       | Dienstgradabzeichen eines Korporals (10er Verwendungsreihe) auf dem Oberärmel des dunkelblauen Hemdes für Marineuniformträger    | Dienstgradabzeichen eines Oberstabsgefreiten (50er Verwendungsreihe) auf dem Oberärmel des weißen Hemdes für Marineuniformträger        | Dienstgradabzeichen eines Stabsgefreiten SanOA (Laufbahnabzeichen Zahnmedizin) auf dem Oberärmel des dunkelblauen Hemdes für Marineuniformträger | Dienstgradabzeichen eines Hauptgefreiten (30er Verwendungsreihe) auf dem Oberärmel des weißen Hemdes für Marineuniformträger         | Dienstgradabzeichen eines Obergefreiten (60er Verwendungsreihe) auf dem Oberärmel des dunkelblauen Hemdes für Marineuniformträger | Dienstgradabzeichen eines Gefreiten (10er Verwendungsreihe) auf dem Oberärmel des weißen Hemdes für Marineuniformträger    | Oberärmel des dunkelblauen Hemdes für Marineuniformträger eines Matrosen (20er Verwendungsreihe)         |              |              |              |              |              |
| Dienstgrad | Stabskorporal | Korporal | Oberstabsgefreiter | Stabsgefreiter | Hauptgefreiter | Obergefreiter | Gefreiter | niedrigster Dienstgrad*                                                                                  |              |              |              |              |              |
| Abkürzung | StKorp/SK | Korp/K | OStGefr/OSG | StGefr/SG | HptGefr/HG | OGefr/OG | Gefr/G | div* /S                                                                                                  |              |              |              |              |              |
| NATO-Rangcode | OR-4 | OR-4 | OR-4 | OR-4 | OR-3 | OR-3 | OR-2 | OR-1 |              |              |              |              |              |
| Besoldungsgruppe | A 6Z | A 6 | A5Z | A5 | A4Z | A4 | A3Z | A3 |              |              |              |              |              |
| * Im Einzelnen richtet sich die Bezeichnung des niedrigsten Dienstgrades bei Heeresuniformträgern nach der Truppengattung. Luftwaffenuniformträger führen in der Praxis (fast alle) den Dienstgrad Flieger. Bei Marineuniformträgern wird eine Unterscheidung hinsichtlich der Zugehörigkeit zu einer Laufbahn des Sanitätsdienstes getroffen. Mögliche Bezeichnungen sind: Jäger (Jg), Panzerschütze (PzSchtz), Panzergrenadier (PzGren), Kanonier (Kan), Pionier (Pi), Panzerpionier (PzPi), Funker (Fu), Schütze (Schtz), Flieger (Flg), Sanitätssoldat (SanSdt) oder Matrose (Matr). Die Listenabkürzung ist immer „S“. | | | | | | | | |              |              |              |              |              |

### Befehlsbefugnis und Dienststellungen
In der Bundeswehr können Soldaten der Dienstgradgruppe der Mannschaften auf Grundlage des § 4 („Vorgesetztenverhältnis auf Grund des Dienstgrades“) der Vorgesetztenverordnung nie allein auf Grund ihres Dienstgrades Befehle erteilen. Mannschaftsdienstgrade können sich auch in Notlagen nicht selbst zu Vorgesetzten gemäß § 6 („Vorgesetztenverhältnis auf Grund eigener Erklärung“) der Vorgesetztenverordnung erklären.
Mannschaften werden nach erfolgter Ausbildung beispielsweise als Kraftfahrer, als Infanterist, im Wachdienst oder als Bediener von Waffensystemen (z. B. als Richtschütze gepanzerter Fahrzeuge), als Mechaniker oder in Stäben eingesetzt. Erfahrene Mannschaftsdienstgrade sind häufig auch Ausbilder, Truppführer oder (dann aber meist nur übergangsweise nach § 5 („Vorgesetztenverhältnis auf Grund besonderer Anordnung“) der Vorgesetztenverordnung) Gruppenführer und werden auf Stabs- und Fachposten eingesetzt, die erhebliche Kompetenz und Erfahrung erfordern. Aufgrund dieser und ähnlicher Dienststellungen können auch Mannschaften bereits im niedrigsten Dienstgrad in den in der Vorgesetztenverordnung aufgezählten Fällen und in den dort genannten Grenzen allen dienstlich oder fachlich unterstellten Soldaten Befehle erteilen.

### Ernennung und Besoldung
Maßgebliche gesetzliche Grundlagen für die Ernennung in einen der Dienstgrade der Dienstgradgruppe der Mannschaften trifft die Soldatenlaufbahnverordnung (SLV) und ergänzend die Zentrale Dienstvorschrift (ZDv) 20/7. In einen entsprechenden Dienstgrad können Soldaten auf Zeit, freiwillig Wehrdienstleistende und beorderte Reservisten ernannt werden. Soldaten der Dienstgradgruppe der Mannschaften können zu jeder der drei Laufbahngruppen zählen (eine der Laufbahnen der Laufbahngruppen der Offiziere, Unteroffiziere oder Mannschaften). Einstellungsdienstgrad in die Dienstgradgruppe der Mannschaften ist stets der niedrigste Dienstgrad. Die Dienstgrade Ober-, Haupt-, Stabs- und Oberstabsgefreiter müssen nicht durchlaufen werden und können in allen Laufbahnen „übersprungen“ werden; in der Regel durchlaufen Soldaten der Mannschaftslaufbahnen die Dienstgrade aber der Reihe nach in der Reihenfolge Gefreiter, Obergefreiter, Hauptgefreiter, Stabsgefreiter, Oberstabsgefreiter. Mannschaften der anderen Laufbahngruppen dienen nach der in der Soldatenlaufbahnverordnung als Regel angeführten Laufbahn zunächst im niedrigsten Mannschaftsdienstgrad, dann in den Dienstgraden Gefreiter und Obergefreiter, bevor sie in die Dienstgradgruppe der Unteroffiziere ohne Portepee aufrücken.
Soldaten auf Zeit in einem Dienstgrad der Mannschaften werden abhängig vom Dienstgrad und Dienststellung nach der Bundesbesoldungsordnung (BBesO) mit A3 bis A5mA besoldet. Freiwillig Wehrdienstleistende und Reservistendienstleistende erhalten stattdessen Wehrsold nach dem Wehrsoldgesetz.

### Geschichte
Die Mannschaftsdienstgrade Stabsgefreiter und Oberstabsgefreiter wurden erst am 20. Dezember 1989 (StGefr) bzw. 23. Februar 1996 (OStGefr) in der Bundeswehr eingeführt. Grundwehrdienstleistende wurden im zuletzt sechs Monate dauernden Wehrdienst in der Regel zum Gefreiten befördert. Im davor noch neun Monate dauernden Wehrdienst wurden Grundwehrdienstleistende in der Regel bis zum Obergefreiten befördert. Freiwillig Wehrdienstleistende (auch genannt: freiwillig Längerdienende) konnten in ihrer bis zu 23 Monate dauernden Dienstzeit bis in den Dienstgrad Hauptgefreiter befördert werden. Die ranghöheren Mannschaftsdienstgrade waren den Soldaten auf Zeit vorbehalten. Zum 15. September 2021 wurden die Dienstgrade Korporal und Stabskorporal durch den Bundespräsidenten neu eingeführt. Gleichzeitig entfielen die Dienstgradbezeichnungen Grenadier, Panzerjäger, Panzerkanonier und Panzerfunker für Soldaten im niedrigsten Dienstgrad.

### Dienstgradabzeichen
Das Dienstgradabzeichen der Mannschaften zeigt einen oder mehrere Schrägstreifen als Schulterabzeichen oder als Ärmelabzeichen auf den Oberärmeln (Ärmelabzeichen nur für Marineuniformträger). Die Dienstgradabzeichen der Gefreiten weisen einen Schrägstreifen auf, das der Obergefreiten zwei usw. Soldaten im niedrigsten Dienstgrad haben keine Dienstgradabzeichen. Der Korporal zeigt einen breiten Streifen; der Stabskorporal einen breiten und einen schmalen Streifen.

### Laufbahngruppe der Mannschaften
Unabhängig von der Dienstgradgruppe der Mannschaften, werden gemäß der Soldatenlaufbahnverordnung sechs Laufbahnen zur Laufbahngruppe der Mannschaften zusammengefasst. Soldaten, die keine Unteroffizier- oder Offiziersdienstgrade anstreben, werden dieser Dienstgradgruppe zugeordnet. Im Übrigen gehören nicht alle Soldaten der Dienstgradgruppe der Mannschaften der Laufbahngruppe der Mannschaften an. Sie sind stattdessen der Laufbahngruppe der Offiziere oder der Laufbahngruppe der Unteroffiziere zugeordnet.

### Äquivalente Dienstgradgruppen
Die Dienstgradgruppe der Mannschaften umfasst den NATO-Rangcode von OR-1 bis OR-4. Zur Dienstgradgruppe der Mannschaften existiert keine exakte Entsprechung in anderen Streitkräften. Wenn man den NATO-Rangcode berücksichtigt, bilden in der Schweizer Armee die Grade der Mannschaft eine ähnliche Gruppe, während im österreichischen Bundesheer Soldaten dieser Hierarchiestufe als Rekruten und Chargen zusammengefasst werden.

### Inoffizielle Bezeichnungen
In der Marine werden unabhängig vom eigentlichen Dienstgrad zuweilen alle Mannschaften an Bord von Schiffen  als Matrosen, manche auch als Gast, bezeichnet.

## Frühere deutsche Streitkräfte

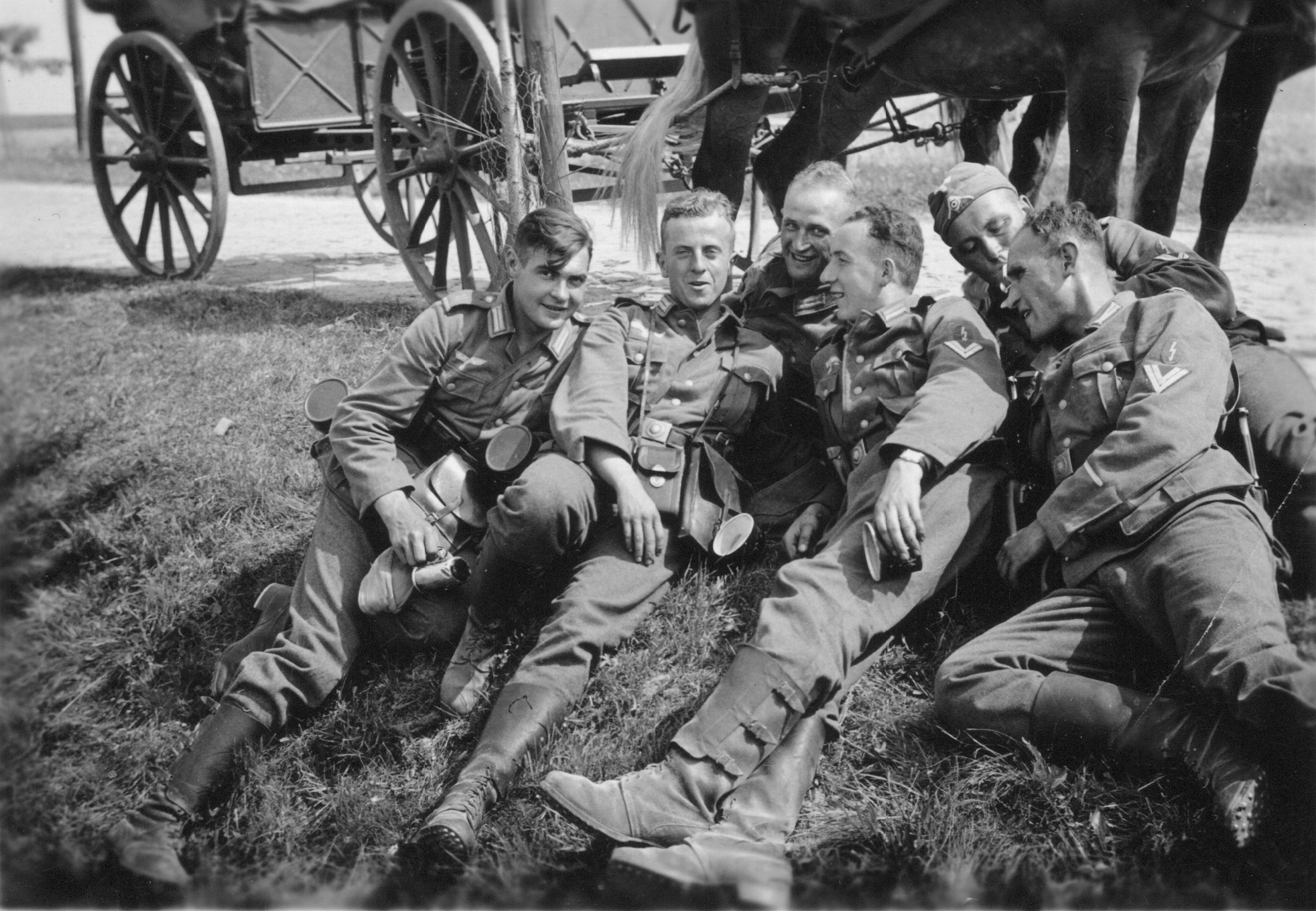
Obergefreite der Wehrmacht (1935)

- Mannschaftsdienstgrade in der Wehrmacht
- Mannschaftsdienstgrade in der Reichswehr

Stabsgefreiter (ab 1927)
Obergefreiter
Gefreiter
Oberschütze, Oberkanonier usw. (nicht aber Oberjäger, sondern Oberschütze!)
Jäger, Reiter, Kanonier, Pionier, Funker, Fahrer, Kraftfahrer, Sanitätssoldat
Beschlagschmiedpersonal und Musiker erhielten den Vorsatz „Beschlagschmied-“ und „Musiker-“.
- Mannschaftsdienstgrade in der „Alten Armee“ (bis 1918)
- Mannschaftsdienstgrade in der kaiserlichen Marine
- Mannschaftsdienstgrade in den Heeren des Deutschen Bundes:

bspw. in der württembergischen Armee, ab 1818:
Rottenmeister
Schütze (vor dem Soldaten rangierend)
Soldat
Trompeter bzw. Musiker zweiter Klasse
Fahnenschmied, Fahnensattler, Regiments-Büchsenmacher usw.
- Mannschaftsdienstgrade in früheren Deutschen Heeren, bis ins 19. Jahrhundert

Vizekorporal (dem Land(s)passaten ähnelnde Dienststellung, seltener ein Dienstgrad)
- Mannschaftsdienstgrade in früheren Deutschen Heeren, bis ins 18. Jahrhundert

Landpassat
Rottenmeister
gefreyter Knecht (Gefreiter)
Schütze
Knecht, Spiesser, Reiter